# Triepeolus sublunatus
Triepeolus sublunatus är en biart som beskrevs av Cockerell 1907. Triepeolus sublunatus ingår i släktet Triepeolus och familjen långtungebin. Inga underarter finns listade i Catalogue of Life.